# Walter Poodefoot
Walter Poodefoot est un footballeur britannique de l'US Quevilly lors de la saison 1926-1927. 
Il dispute la finale de Coupe de France 1927 qu'il perd contre l'Olympique de Marseille sur un score de trois buts à zéro.